# 다나카 미쓰
다나카 미쓰(田中 美津, 1943년 5월 24일~2024년 8월 7일)는 일본의 여성주의 활동가이자 작가, 침구사이다. 1943년 도쿄에서 태어났다. 베트남 전쟁 전쟁고아 구호활동 등 반전 운동에 참여하다가 1970년부터 "우먼 리브"(ウーマン・リブ)를 주창하는 등 여성해방운동에 참여하였다. 1970년 10월 21일 〈변소로부터의 해방〉(便所からの解放) 을 발표하고 1972년 리브 신주쿠 센터(リブ新宿センター)를 개설했으며, 일본 정치권의 낙태 요건 제한에 반대하였다. 1975년부터 4년 간 멕시코에서 생활하였으며, 일본으로 귀국하여 침구사로 활동했다. 2024년 8월 다발성 장기 부전으로 사망했다. 저서로 《생명의 여자들에게: 엉망인 여성해방론》(いのちの女たちへ とり乱しウーマン・リブ論) 등이 있다.